# Giacomo Albanese
Giacomo Albanese   (Geraci Siculo, 11 de juliol de 1890 - São Paulo, 8 de juny de 1947) va ser un matemàtic italià.

## Vida i Obra
Albanese va fer els estudis secundaris a Palerm abans d'entrar a la Scuola Normale Superiore de Pisa el 1909. El 1913 es va graduar amb una tesi dirigida per Eugenio Bertini.
Els anys següents va ser professor a diferents institucions: a la Scuola Normale Superiore (1913-1919, excepte els anys que va ser mobilitzat per la Primera Guerra Mundial), a la universitat de Pàdua (1920), a l'Acadèmia Naval de Livorno (1920-1925), a la universitat de Catània (1925-1927) i a la universitat de Palerm (1927-1929). El 1929 va retornar a la universitat de Pisa per ocupar la càtedra de geometria. El 1936, a instàncies de Luigi Fantappié, va emigrar al Brasil, per a fer-se càrrec dels curso de geometria projectiva, analítica i diferencial de la universitat de São Paulo que s'havia fundat uns anys abans. Durant uns anys de la Segona Guerra Mundial va haver de tornar a Itàlia, però en acabar la guerra va tornar a Sao Paulo on va morir el 1947.
Albanese va ser l'introductor dels estudis de geometria algebraica al Brasil i també va ser l'iniciador de la biblioteca de matemàtiques de la universitat de Sao Paulo. Durant els últims anys (1946-1947) va coincidir a la universitat amb André Weil qui, segons sembla, va ser qui va batejar la varietat d'Albanese.
El 1996, la Queen's University del Canadà, va publicar les seves obres escollides.